# Hans af Danmark (1583-1602)
 Der er flere personer med dette navn, se Hans af Danmark (flertydig).
Hertug Hans (26. juli 1583–28. oktober 1602) var den yngste søn af Kong Frederik 2. af Danmark og Dronning Sophie.
Han rejste til Rusland i 1602 som fremtidig brudgom for tsar Boris Godunovs datter Ksenia Godunova men blev syg og døde, før ægteskabet fandt sted.
Begravet i Roskilde Domkirke